# 1re étape du Tour de France 2007
Pour un article plus général, voir Tour de France 2007.
La 1re étape du Tour de France 2007 s'est déroulée le 8 juillet. Le parcours de 203 kilomètres relia Londres à Canterbury. C'est la première fois que le Tour emprunte les routes du Kent après avoir plutôt exploré la côte sud entre Plymouth et Douvres via Portsmouth et Brighton au cours de ses passages précédents dans l'île en 1974 et 1994.
À l'image de la foule considérable massée dans les rues de Londres la veille pour le prologue, cette étape fut également marquée par un succès populaire. « Tout le Kent est descendu dans la rue. C'était tout simplement colossal », témoigne ainsi Anthony Masters, animateur de KM FM, la station de radio la plus populaire du comté, dans Le Monde du 9 juillet 2007. Courue entre deux rangées de spectateurs du départ à l'arrivée, l'étape a vu la victoire au sprint de l'Australien Robbie McEwen laissant au Suisse Fabian Cancellara son maillot jaune.

## Profil de l'étape
Le départ fictif de cette étape de 203 km est donné à Londres sur le Tower Bridge. Le départ réel est donné à Greenwich à 11 h 01 avec les 189 coureurs.
Les coureurs se dirigent ensuite vers le comté du Kent en passant par Gravesend avec un sprint intermédiaire pour le maillot vert à Medway. La route continue vers le sud vers Maidstone où le second sprint intermédiaire se situe à Teston au kilomètre 76.
Les difficultés commencent en arrivant à Tonbridge où il faut gravir les côtes de Southborough (4e catégorie) et de Goudhurst (4e catégorie) qui se termine au 121e kilomètre, juste avant le 3e sprint intermédiaire de Tenterden (kilomètre 140,5).
La dernière difficulté de la journée de plaine est la côte de Farthing Common (4e catégorie) au kilomètre 183, l'arrivée étant à Canterbury 20 kilomètres plus loin.
Outre Londres, point de départ de l'étape, les principales villes traversées sont Gravesend, Medway, Maidstone, Tonbridge, Royal Tunbridge Wells, Pembury, Goudhurst, Tenterden, Ashford et Mersham pour une arrivée jugée à Canterbury.

## La course
Cette première étape est marquée tout d'abord par une échappée de David Millar qui a démarré après quelques kilomètres de course. Il est rejoint ensuite par Andriy Grivko, Aliaksandr Kuschynski, Stéphane Augé et Freddy Bichot. Les cinq coureurs restent en tête pendant trois heures environ, puis Augé reste seul en tête jusqu'à vingt kilomètres de l'arrivée.
Le peloton arrive groupé à Canterbury et la victoire d'étape se joue au sprint.
Robbie McEwen l'emporte, malgré des blessures consécutives à une chute survenue 25 minutes avant l'arrivée, il devance Thor Hushovd et Tom Boonen.

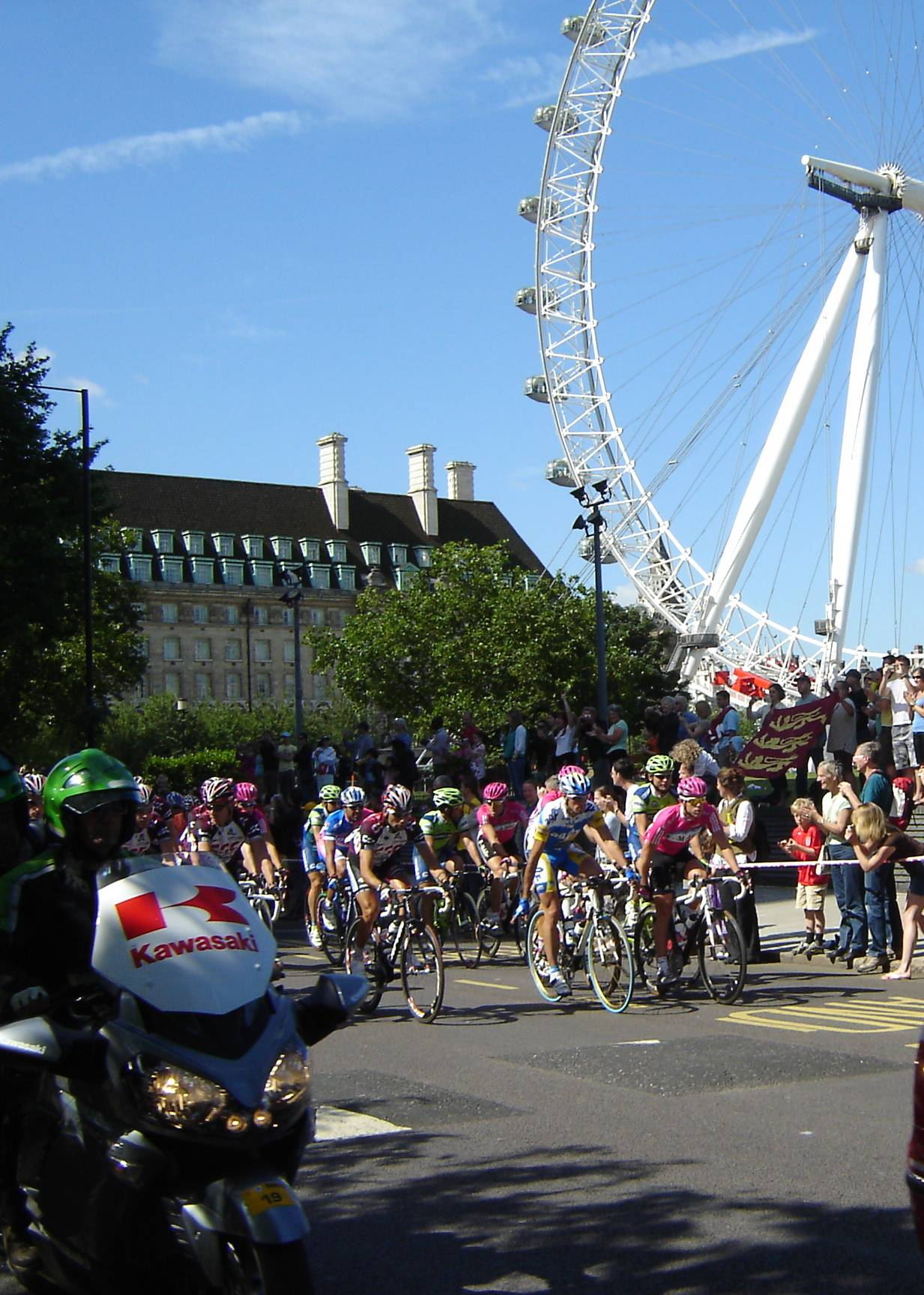
Les coureurs à Londres avant le départ officiel
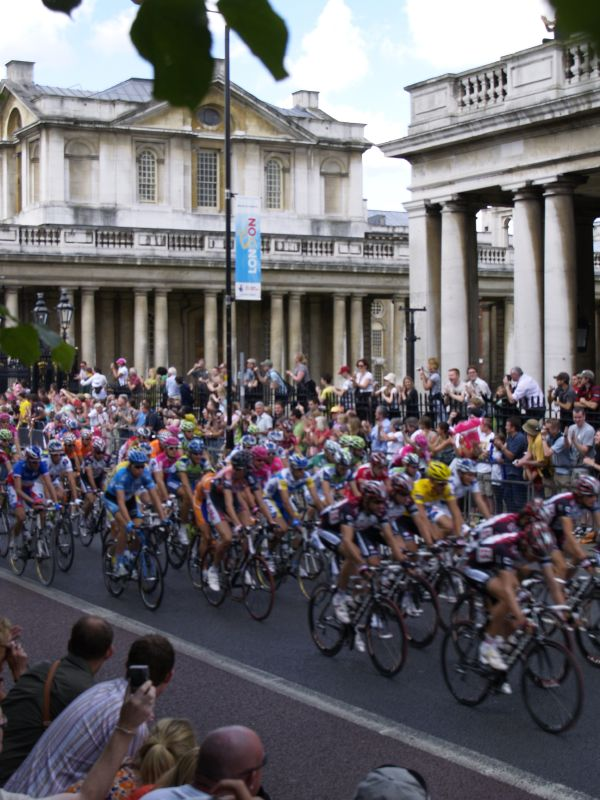
Peloton groupé dans les rues de Londres
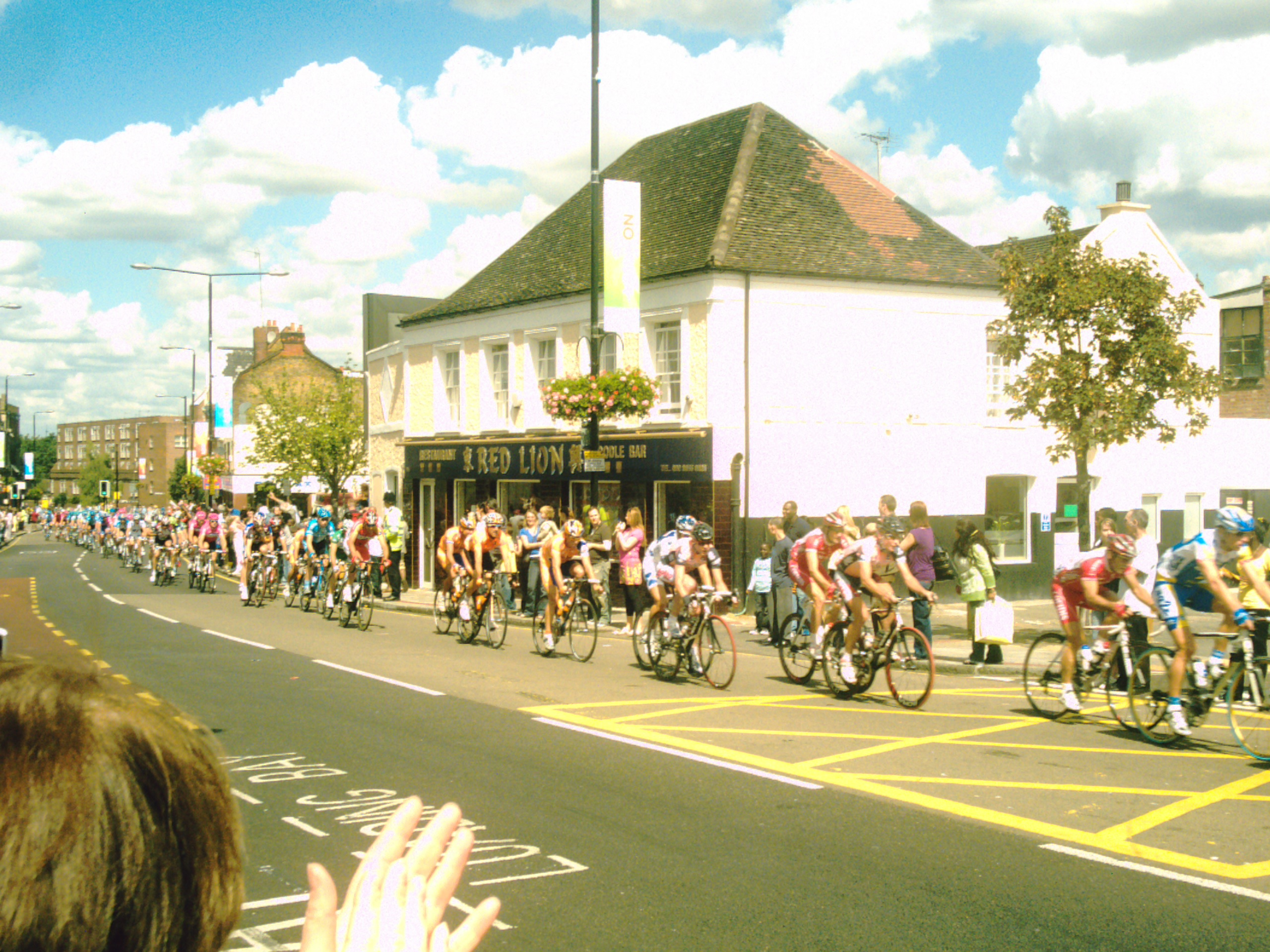
Passage du peloton à Plumstead
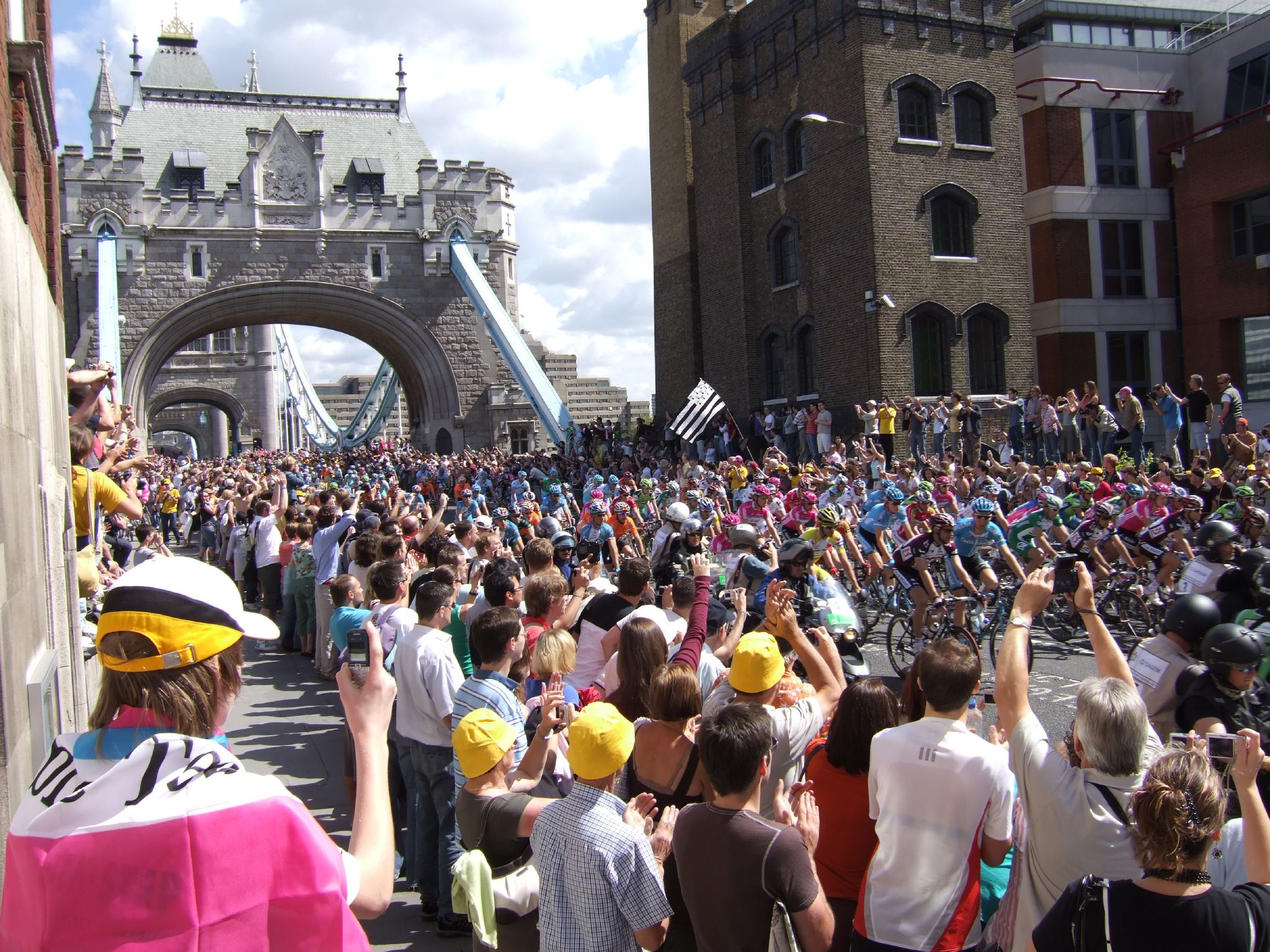
Le départ fictif de cette étape sur le Tower Bridge
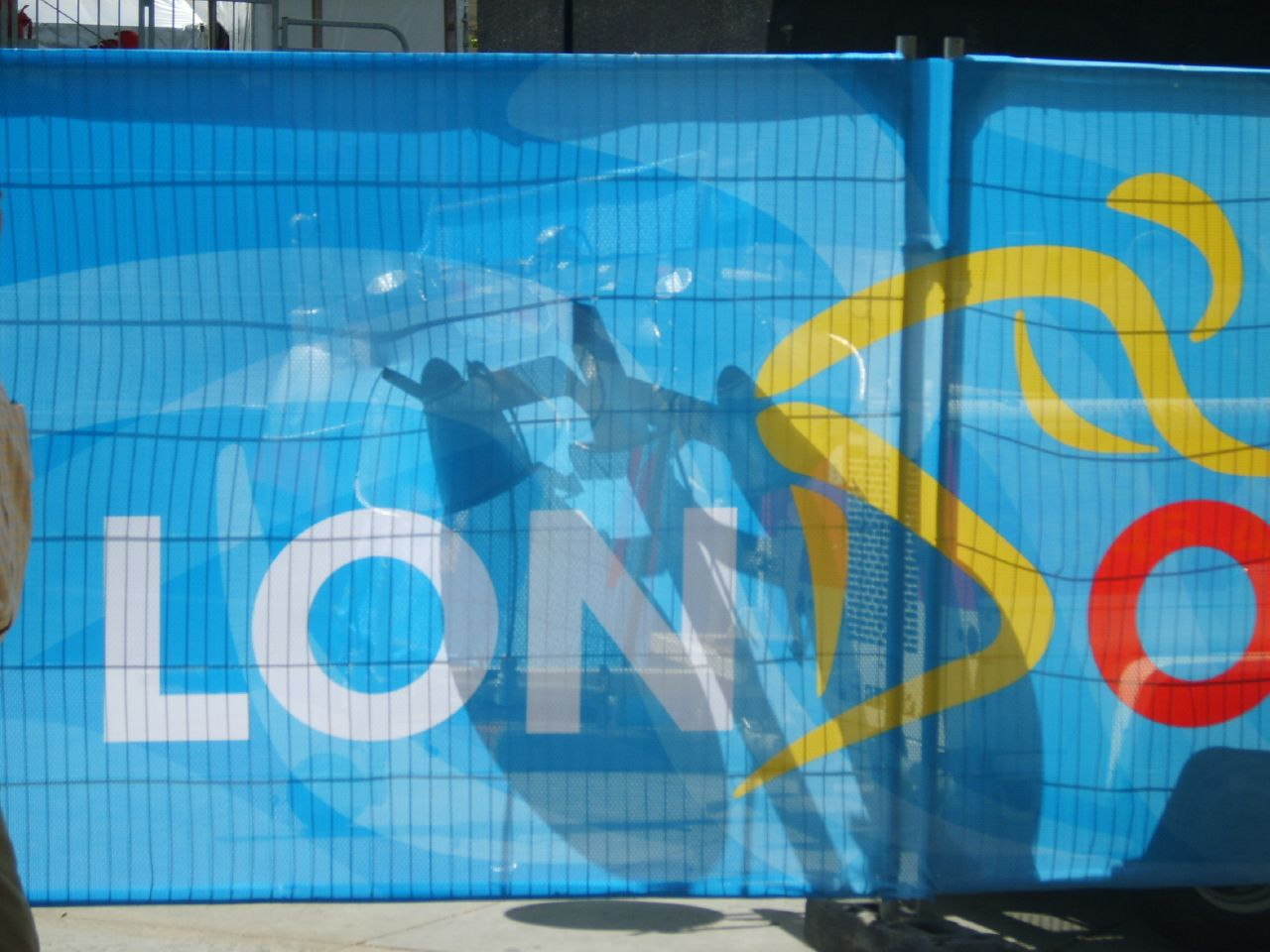
Londres aux couleurs du Tour

## Classement de l'étape
| \| Classement de l'étape \| Classement de l'étape \| Classement de l'étape \| Classement de l'étape \| Classement de l'étape \| \| Coureur \| Coureur \| Pays \| Équipe \| Temps \| \| --------------------- \| --------------------- \| --------------------- \| --------------------- \| --------------------- \| \| 1er \| Robbie McEwen \| Australie \| Predictor-Lotto \| 4 h 39 min 01 s \| \| 2e \| Thor Hushovd \| Norvège \| Crédit Agricole \| + 0 s \| \| 3e \| Tom Boonen \| Belgique \| Quick Step-Innergetic \| + 0 s \| \| 4e \| Sébastien Chavanel \| France \| La Française des jeux \| + 0 s \| \| 5e \| Romain Feillu \| France \| Agritubel \| + 0 s \| \| 6e \| Robert Förster \| Allemagne \| Gerolsteiner \| + 0 s \| \| 7e \| Óscar Freire \| Espagne \| Rabobank \| + 0 s \| \| 8e \| Marcus Burghardt \| Allemagne \| T-Mobile \| + 0 s \| \| 9e \| Francisco Ventoso \| Espagne \| Saunier Duval-Prodir \| + 0 s \| \| 10e \| Tomas Vaitkus \| Lituanie \| Discovery Channel \| + 0 s \| |                    |           |                       |                 |
| |                    |           |                       |                 |
| |                    |           |                       |                 |
| Classement de l'étape |                    |           |                       |                 |
| Coureur | Coureur            | Pays      | Équipe                | Temps           |
| 1er | Robbie McEwen      | Australie | Predictor-Lotto       | 4 h 39 min 01 s |
| 2e | Thor Hushovd       | Norvège   | Crédit Agricole       | + 0 s           |
| 3e | Tom Boonen         | Belgique  | Quick Step-Innergetic | + 0 s           |
| 4e | Sébastien Chavanel | France    | La Française des jeux | + 0 s           |
| 5e | Romain Feillu      | France    | Agritubel             | + 0 s           |
| 6e | Robert Förster     | Allemagne | Gerolsteiner          | + 0 s           |
| 7e | Óscar Freire       | Espagne   | Rabobank              | + 0 s           |
| 8e | Marcus Burghardt   | Allemagne | T-Mobile              | + 0 s           |
| 9e | Francisco Ventoso  | Espagne   | Saunier Duval-Prodir  | + 0 s           |
| 10e | Tomas Vaitkus      | Lituanie  | Discovery Channel     | + 0 s           |

## Classement général
Le classement général de l'épreuve est toujours dominé par le Suisse Fabian Cancellara (CSC). Il devance toujours Andreas Klöden (Astana) de treize secondes. Grâce aux bonifications glanées en cours d'étape, l'Anglais David Millar (Saunier Duval-Prodir) remonte à la troisième place du classement, 21 secondes derrière le porteur du maillot jaune. 
| \| Classement général \| Classement général \| Classement général \| Classement général \| Classement général \| \| Coureur \| Coureur \| Pays \| Équipe \| Temps \| \| ------------------ \| -------------------- \| ------------------ \| ------------------------------- \| ------------------ \| \| 1er \| Fabian Cancellara \| Suisse \| CSC \| 4 h 47 min 51 s \| \| 2e \| Andreas Klöden \| Allemagne \| Astana \| + 13 s \| \| 3e \| David Millar \| Royaume-Uni \| Saunier Duval-Prodir \| + 21 s \| \| 4e \| George Hincapie \| États-Unis \| Discovery Channel \| + 23 s \| \| 5e \| Bradley Wiggins \| Royaume-Uni \| Cofidis-Le Crédit par Téléphone \| + 23 s \| \| 6e \| Vladimir Gusev \| Russie \| Discovery Channel \| + 25 s \| \| 7e \| Vladimir Karpets \| Russie \| Caisse d'Épargne \| + 26 s \| \| 8e \| Thor Hushovd \| Norvège \| Crédit Agricole \| + 29 s \| \| 9e \| Alexandre Vinokourov \| Kazakhstan \| Astana \| + 30 s \| \| 10e \| Thomas Dekker \| Pays-Bas \| Rabobank \| + 31 s \| |                      |             |                                 |                 |
| |                      |             |                                 |                 |
| |                      |             |                                 |                 |
| Classement général |                      |             |                                 |                 |
| Coureur | Coureur              | Pays        | Équipe                          | Temps           |
| 1er | Fabian Cancellara    | Suisse      | CSC                             | 4 h 47 min 51 s |
| 2e | Andreas Klöden       | Allemagne   | Astana                          | + 13 s          |
| 3e | David Millar         | Royaume-Uni | Saunier Duval-Prodir            | + 21 s          |
| 4e | George Hincapie      | États-Unis  | Discovery Channel               | + 23 s          |
| 5e | Bradley Wiggins      | Royaume-Uni | Cofidis-Le Crédit par Téléphone | + 23 s          |
| 6e | Vladimir Gusev       | Russie      | Discovery Channel               | + 25 s          |
| 7e | Vladimir Karpets     | Russie      | Caisse d'Épargne                | + 26 s          |
| 8e | Thor Hushovd         | Norvège     | Crédit Agricole                 | + 29 s          |
| 9e | Alexandre Vinokourov | Kazakhstan  | Astana                          | + 30 s          |
| 10e | Thomas Dekker        | Pays-Bas    | Rabobank                        | + 31 s          |

## Classements annexes
| Classement par points | Classement par points | Classement par points | Classement par points | Classement par points |
| Coureur               | Coureur               | Pays                  | Équipe                | Points                |
| --------------------- | --------------------- | --------------------- | --------------------- | --------------------- |
| 1er                   | Robbie McEwen         | Australie             | Predictor-Lotto       | 35 pts                |
| 2e                    | Thor Hushovd          | Norvège               | Crédit Agricole       | 30 pts                |
| 3e                    | Tom Boonen            | Belgique              | Quick Step-Innergetic | 26 pts                |
| 4e                    | Sébastien Chavanel    | France                | La Française des jeux | 24 pts                |
| 5e                    | Romain Feillu         | France                | Agritubel             | 22 pts                |

| Classement par points | Classement par points | Classement par points | Classement par points | Classement par points |
| Coureur               | Coureur               | Pays                  | Équipe                | Points                |
| --------------------- | --------------------- | --------------------- | --------------------- | --------------------- |
| 1er                   | Robbie McEwen         | Australie             | Predictor-Lotto       | 35 pts                |
| 2e                    | Thor Hushovd          | Norvège               | Crédit Agricole       | 30 pts                |
| 3e                    | Tom Boonen            | Belgique              | Quick Step-Innergetic | 26 pts                |
| 4e                    | Sébastien Chavanel    | France                | La Française des jeux | 24 pts                |
| 5e                    | Romain Feillu         | France                | Agritubel             | 22 pts                |

| Classement de la montagne | Classement de la montagne | Classement de la montagne | Classement de la montagne       | Classement de la montagne |
| Coureur                   | Coureur                   | Pays                      | Équipe                          | Points                    |
| ------------------------- | ------------------------- | ------------------------- | ------------------------------- | ------------------------- |
| 1er                       | David Millar              | Royaume-Uni               | Saunier Duval-Prodir            | 5 pts                     |
| 2e                        | Stéphane Augé             | France                    | Cofidis-Le Crédit par Téléphone | 5 pts                     |
| 3e                        | Freddy Bichot             | France                    | Agritubel                       | 3 pts                     |
| 4e                        | Andriy Grivko             | Ukraine                   | Team Milram                     | 2 pts                     |
| 5e                        | Aliaksandr Kuschynski     | Biélorussie               | Liquigas                        | 2 pts                     |

| Classement de la montagne | Classement de la montagne | Classement de la montagne | Classement de la montagne       | Classement de la montagne |
| Coureur                   | Coureur                   | Pays                      | Équipe                          | Points                    |
| ------------------------- | ------------------------- | ------------------------- | ------------------------------- | ------------------------- |
| 1er                       | David Millar              | Royaume-Uni               | Saunier Duval-Prodir            | 5 pts                     |
| 2e                        | Stéphane Augé             | France                    | Cofidis-Le Crédit par Téléphone | 5 pts                     |
| 3e                        | Freddy Bichot             | France                    | Agritubel                       | 3 pts                     |
| 4e                        | Andriy Grivko             | Ukraine                   | Team Milram                     | 2 pts                     |
| 5e                        | Aliaksandr Kuschynski     | Biélorussie               | Liquigas                        | 2 pts                     |

| Classement du meilleur jeune | Classement du meilleur jeune | Classement du meilleur jeune | Classement du meilleur jeune | Classement du meilleur jeune |
| Coureur                      | Coureur                      | Pays                         | Équipe                       | Temps                        |
| ---------------------------- | ---------------------------- | ---------------------------- | ---------------------------- | ---------------------------- |
| 1er                          | Vladimir Gusev               | Russie                       | Discovery Channel            | 4 h 48 min 16 s              |
| 2e                           | Thomas Dekker                | Pays-Bas                     | Rabobank                     | + 6 s                        |
| 3e                           | Benoît Vaugrenard            | France                       | La Française des jeux        | + 7 s                        |
| 4e                           | Andriy Grivko                | Ukraine                      | Team Milram                  | + 8 s                        |
| 5e                           | Alberto Contador             | Espagne                      | Discovery Channel            | + 10 s                       |

| Classement du meilleur jeune | Classement du meilleur jeune | Classement du meilleur jeune | Classement du meilleur jeune | Classement du meilleur jeune |
| Coureur                      | Coureur                      | Pays                         | Équipe                       | Temps                        |
| ---------------------------- | ---------------------------- | ---------------------------- | ---------------------------- | ---------------------------- |
| 1er                          | Vladimir Gusev               | Russie                       | Discovery Channel            | 4 h 48 min 16 s              |
| 2e                           | Thomas Dekker                | Pays-Bas                     | Rabobank                     | + 6 s                        |
| 3e                           | Benoît Vaugrenard            | France                       | La Française des jeux        | + 7 s                        |
| 4e                           | Andriy Grivko                | Ukraine                      | Team Milram                  | + 8 s                        |
| 5e                           | Alberto Contador             | Espagne                      | Discovery Channel            | + 10 s                       |

| Classement par équipes | Classement par équipes          | Classement par équipes | Classement par équipes |
| Équipe                 | Équipe                          | Pays                   | Temps                  |
| ---------------------- | ------------------------------- | ---------------------- | ---------------------- |
| 1re                    | Astana                          | Suisse                 | 14 h 24 min 51 s       |
| 2e                     | CSC                             | Danemark               | + 2 s                  |
| 3e                     | Discovery Channel               | États-Unis             | + 5 s                  |
| 4e                     | Caisse d'Épargne                | Espagne                | + 18 s                 |
| 5e                     | Cofidis-Le Crédit par Téléphone | France                 | + 20 s                 |

| Classement par équipes | Classement par équipes          | Classement par équipes | Classement par équipes |
| Équipe                 | Équipe                          | Pays                   | Temps                  |
| ---------------------- | ------------------------------- | ---------------------- | ---------------------- |
| 1re                    | Astana                          | Suisse                 | 14 h 24 min 51 s       |
| 2e                     | CSC                             | Danemark               | + 2 s                  |
| 3e                     | Discovery Channel               | États-Unis             | + 5 s                  |
| 4e                     | Caisse d'Épargne                | Espagne                | + 18 s                 |
| 5e                     | Cofidis-Le Crédit par Téléphone | France                 | + 20 s                 |

### Combativité
Stéphane Augé

## Abandon
- L'Espagnol Eduardo Gonzalo de la formation Agritubel fut contraint à l'abandon à la suite de la violente collision qui lui a fait traverser le pare-brise arrière de la voiture d'assistance de l'Équipe de la Caisse d'Épargne.